# Denis Zmeu
Denis Zmeu (in russo Денис Змеу?; Chișinău, 8 maggio 1985) è un ex calciatore moldavo, di ruolo centrocampista.

## Palmarès

### Competizioni nazionali
- Coppa di Moldavia: 1

Zimbru Chișinău: 2003-2004